# Radoje Domanović
Œuvres principales
- Le Guide (1901)
- Méditation d'un bœuf ordinaire serbe (1902)

Radoje Domanović (en serbe cyrillique : Радоје Домановић ; né le 16 février 1873 à Ovsište et mort le 17 août 1908 à Belgrade) est un écrivain serbe, célèbre pour ses nouvelles satiriques.

## Biographie
Radoje Domanović est issu d’une famille modeste d’Ovsište, un village de Šumadija aux environs de Kragujevac, en Serbie centrale. Domanović fait des études supérieures à la Grande École de Belgrade avant d’être nommé professeur de serbe dans le sud du pays en 1895. Dès 1898, il est révoqué de l’enseignement pour s’être publiquement prononcé contre la politique du régime. Sa femme, institutrice, est également révoquée, et la famille s’installe à Belgrade. Domanović devient rapidement une figure des milieux intellectuels d’opposition et, au-delà, de la vie publique. Il écrit (des nouvelles réalistes puis satiriques), collabore à diverses revues littéraires, rédige billets et pamphlets pour la presse quotidienne d’opposition; cette dernière activité de chroniqueur de presse lui permet tout juste de survivre mais lui rapporte une grande notoriété.
Il écrit ses plus célèbres et ses meilleures satires entre 1898 et 1903, les années les plus noires de la dynastie Obrenović. Bénéficiant d’une popularité immédiate, elles sont également saluées par la critique. Il ne fait aucun doute qu’elles contribuèrent à jeter le discrédit sur la dynastie Obrenović et par là même à hâter la chute d’un régime qui maintenait la Serbie dans l’arriération.

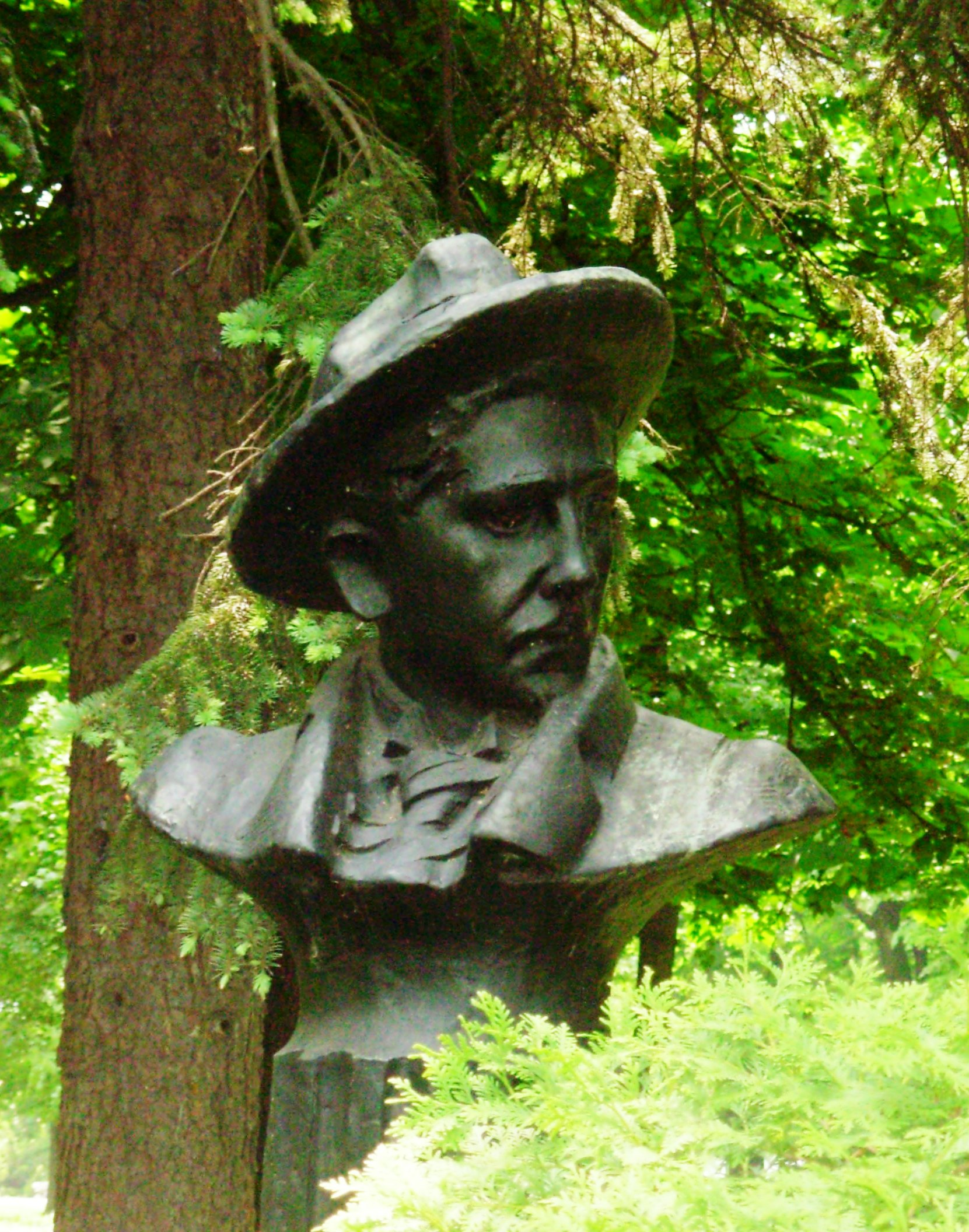
Buste de Radoje Domanović dans le parc de Kalemegdan à Belgrade

Le coup d’état de 1903 marque un tournant dans la production littéraire de Radoje Domanović: le changement de régime a comme tari son inspiration. Homme de combat, il a en quelque sorte perdu sa raison d’être; il ne trouve plus ses marques dans la nouvelle donne politique issue du 29 mai et les retournements d’alliances qui l’accompagnent. D’abord circonspect, puis déçu et enfin dégoûté par la politique du nouveau gouvernement et de la nouvelle dynastie, sans parler de l’arrivisme des anciens camarades de lutte maintenant aux affaires, il sombre peu à peu dans l’aigreur et le ressentiment, cessant tout travail littéraire sérieux, se coupant des cercles qu’il a fréquentés toute sa vie.
Il mène toujours une vie de bohème, mais ne retrouve plus dans les cafés belgradois la chaleur et les amis d’autrefois. Sa solitude s’accroît et sa santé se détériore. Il apparaît une dernière fois sur la scène publique au début de 1908, lors de l’hommage rendu à l’écrivain réaliste Milovan Glišić (1847–1908). Peu après, il est vaincu par la tuberculose et meurt en août, pauvre, solitaire. Il n’a que trente-cinq ans. Il n’aura jamais courbé l’échine devant l’autorité, ni cédé aux conventions, à l’air du temps et à l’ordre établi.

## Œuvres
- Vođa (Le Guide), 1901
- Danga (Au feu rouge), 1899
- Stradija (Servilie), 1902
- Mrtvo more (La mer morte), 1902
- Kraljević Marko po drugi put među Srbima (Kraljević Marko de retour parmi les Serbes), 1902
- Razmišljanje jednog običnog srpskog vola (Méditation d'un bœuf ordinaire serbe), 1902
- Ukidanje strasti (Abolition des passions), 1898
- Čudan san/Moderni ustanak (Rêve étrange/La insurrection moderne), 1902

## Traduction en français
- Domanović, Radoje, Au fer rouge, Non lieu, Paris, 2008 (traduit par Ch. Chalhoub).